# Rini Otte
Rini Otte, Geburtsname: Sarah Catharina Otte, (* 26. April 1917 in Amsterdam, Königreich der Niederlande; † 19. Mai 1991 ebenda) war eine niederländische Schauspielerin, Illustratorin, Zeichnerin und Bildhauerin.

## Leben
Otte wurde als Tochter eines Dekorationsmalers geboren. 1935 bekam sie durch das niederländische Filmstudio Cinétone eine Nebenrolle in dem Film Suikerfreule. Bei den Aufnahmen für diesen Film riet ihr ein Kameramann, für den Film Jonge Harten vorzusprechen. Obwohl sie keine Schauspielerfahrung besaß, bekam sie eine der Hauptrollen in diesem Film. Sowohl die Filmkritiker als auch das Kinopublikum lobten sie für ihre natürliche und spontane Art.
1936 erhielt Otte durch den in den Niederlanden im Exil lebenden jüdisch-deutschen Regisseur Max Ophüls die weibliche Hauptrolle im Film Komedie om Geld. Der Film wurde von der Kritik gut aufgenommen, war jedoch kein Kassenerfolg. Durch Ophüls lernte sie den Exilanten Fritz Helmut Landshoff kennen, der mit Emanuel Querido den Amsterdamer Exilverlag Querido Verlag initiiert hatte. Mit Landshoff ging Otte ein Verhältnis ein und reiste mit ihm durch verschiedene Länder Europas. Sie wandte sich von der Filmschauspielerei ab und widmete sich ihrer Lieblingsbeschäftigung, dem Zeichnen. Sie zeichnete Werbekarten und illustrierte Buchumschläge. Zusätzlich nahm sie 1939 in London Unterricht in der Schauspielerei.
1940 erhielt sie von dem deutschen Regisseur Ludwig Berger eine Nebenrolle in seinem Film Ergens in Nederland. Sie spielte hier eine Nebenrolle neben zwei niederländischen Schauspielerinnen des frühen 20. Jahrhunderts, Lily Bouwmeester und Fien de la Mar. Der Film hatte in den Niederlanden einen großen Erfolg, musste jedoch nach der deutschen Besetzung des Landes im April 1940 sehr bald abgesetzt werden.
Im Winter 1940/1941 nahm Otte in dem Schauspiel Het Masker eine Rolle an, bevor sie 1941 nach Den Haag umzog. Dort spielte sie bis 1946 am Het Residentie Tooneel. Sie heiratete 1942 den Schauspieler Jan Retèl. Das Paar zog nach Voorburg. Nach dem Ende der Schauspielerei kam auch das Ende für ihre Ehe. Landshoff kehrte aus New York zurück und Otte verließ ihren Mann, um mit ihrem alten Geliebten in die USA zu gehen. Dort heiratete sie Landshoff und bekam von ihm ihr erstes Kind, bevor das Paar 1947 in die Niederlande zurückkehrte. Dort befasste Otte sich in den folgenden Jahren mit Bildhauerei. Mit Landshoff bekam sie ein weiteres Kind. Das Paar blieb bis zu Landshoffs Tod 1988 verheiratet. Otte verstarb 1991 als 74-Jährige in einem Amsterdamer Pflegeheim.